# Загорье (Чагодощенский район)
Загорье — деревня в Чагодощенском районе Вологодской области.
Входит в состав Белокрестского сельского поселения, с точки зрения административно-территориального деления — в Белокрестский сельсовет.
Расстояние по автодороге до районного центра Чагоды — 19 км, до центра муниципального образования села Белые Кресты — 7 км. Ближайшие населённые пункты — Ерохово, Заполье, Метелищи.
По переписи 2002 года население — 10 человек.